# Affracourt
Affracourt település Franciaországban, Meurthe-et-Moselle megyében. Lakosainak száma 114 fő (2022. január 1.). Affracourt Gerbécourt-et-Haplemont, Haroué, Tantonville, Vaudeville és Xirocourt községekkel határos.

## Népesség
A település népességének változása:
| Lakosok száma | 93   | 106  | 117  | 98   | 108  | 109  | 110  | 109  | 110  | 114  |
|               | 1968 | 1982 | 1990 | 2006 | 2013 | 2015 | 2017 | 2019 | 2020 | 2022 |